# Виктория Цветанова
Вижте пояснителната страница за други личности с името Виктория.
Виктория Цветанова е българска участничка в конкурси за красота.

## Биография
Виктория Цветанова е родена в Севлиево. Завършва специалност графичен дизайнер в Нов български университет.

## Конкурси

### 2014: Международни конкурси
Виктория представя България на Mis Exclusive of the World 2014.
Участва в конкурса „Miss Asia Pacific World Supertalent 2014“, където печели награда за най-добър танц.